# لخته‌سازی

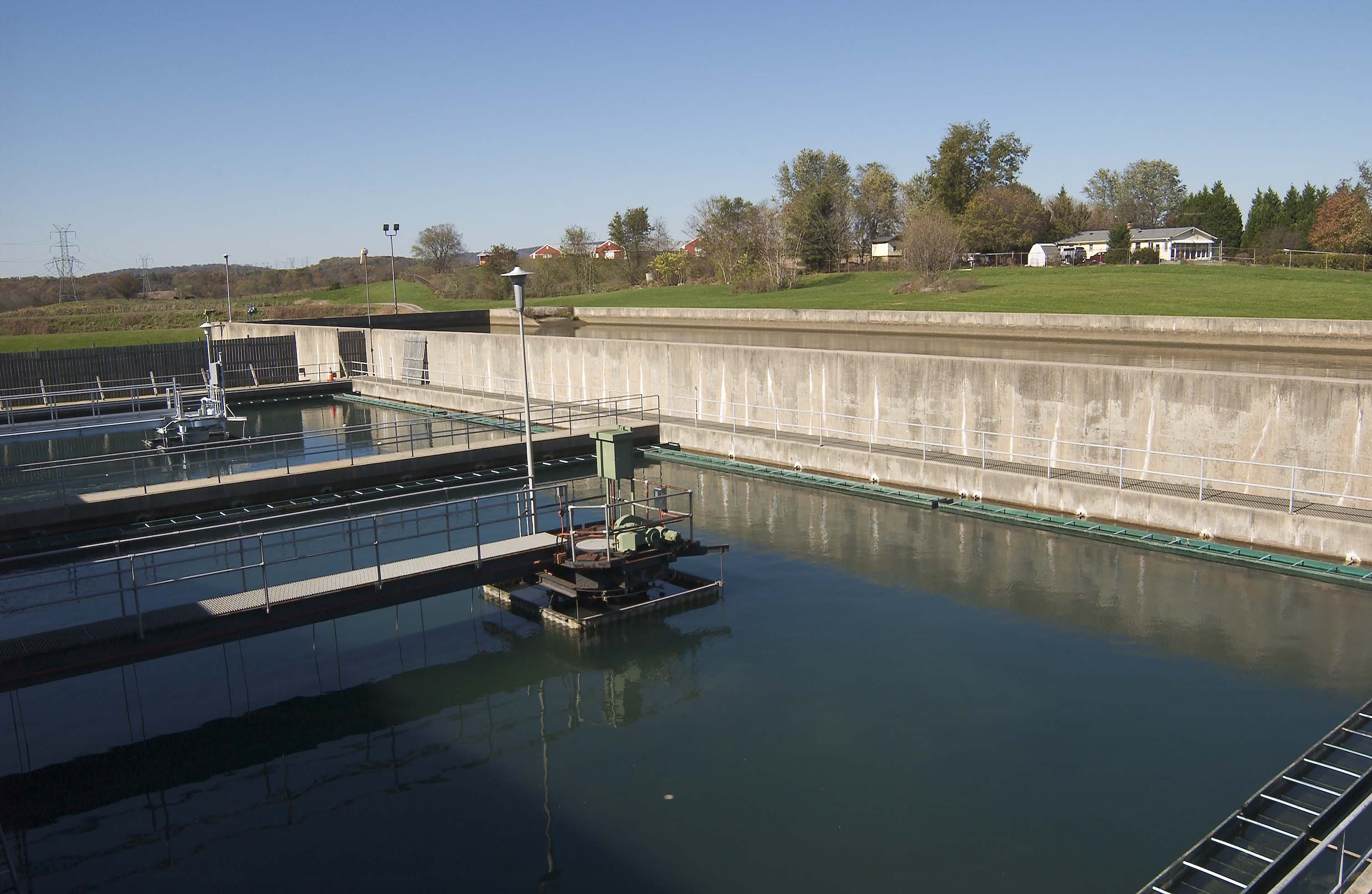
استفاده از روش لخته‌سازی برای تصفه آب

لخته‌سازی یا فلوکولاسیون (به انگلیسی: flocculation) یکی از روش‌های انجام آزمایش‌های سرم‌شناسی است که بررسی پادتن‌های موجود در سرم خون می‌پردازد. تست VDRL برای بررسی سیفلیس یکی از معروفترین آزمایش‌های این روش است. در این روش آنتی‌ژن‌های کلوئیدی را ته‌نشین می‌کنند.

## عامل لخته‌زداساز
لخته‌زدا (به انگلیسی: Deflocculant) یا عامل لخته‌زداساز (به انگلیسی: deflocculating agent) عاملی‌ست که با افزایش دادن دافعهٔ بین ذرات به روش‌های شیمیایی و فیزیکی از فلوکوله‌شدن سوسپانسیون‌ها جلوگیری می‌کند.

## توصیف آزمایش‌های سرم‌شناسی
آزمایش‌های سرم‌شناسی اغلب براین اساس استوار هستند که به جای یافتن یک آنتی‌ژن یا عامل بیماریزا در بدن آسان‌تر است که پاسخ اختصاصی بدن به آن آنتی‌ژن (آنتی‌بادی) را جستجو کرد مثلاً به جای جستجوی ویروس ایدز، آنتی‌بادی علیه ویروس ایدز در بدن را سنجید؛ بالابودن سطوح آنتی‌بادی در خون نشانه مواجهه فرد با ویروس ایدز است.
واکنش‌های لخته‌سازی: وقتی آنتی‌ژن به‌صورت ذرات کلوئیدی باشد (مثل کاردیولیپین قلب در تست VDRL) واکنش را «لخته‌سازی» نامند.

## در صنعت
فلوکولاسیون یا لخته سازی یک روش تصفیه آب است که مواد شیمیایی مختلف مانند (آهک، آلومینیوم، فروس سولفات، پلی الکترولیت‌ها و …) به مقادیر مناسب به آب اضافه گشته تا ذرات کوچک و کلوئیدی، سبک و غیرقابل ته‌نشینی، به ذرات بزرگتر، سنگین تر و قابل ته‌نشین تبدیل گشته و از طریق مکانیسم ته‌نشینی حذف گردند.